# McVille
McVille – miasto w Stanach Zjednoczonych, w stanie Dakota Północna, w hrabstwie Nelson. Liczba ludności wynosiła 392 według spisu powszechnego z 2020 roku. McVille zostało założone w 1906 roku.